# Cosmoscarta nigriceps
Cosmoscarta nigriceps är en insektsart som beskrevs av Schmidt 1911. Cosmoscarta nigriceps ingår i släktet Cosmoscarta och familjen spottstritar. Inga underarter finns listade i Catalogue of Life.